# Kimberly Williams (lekkoatletka)

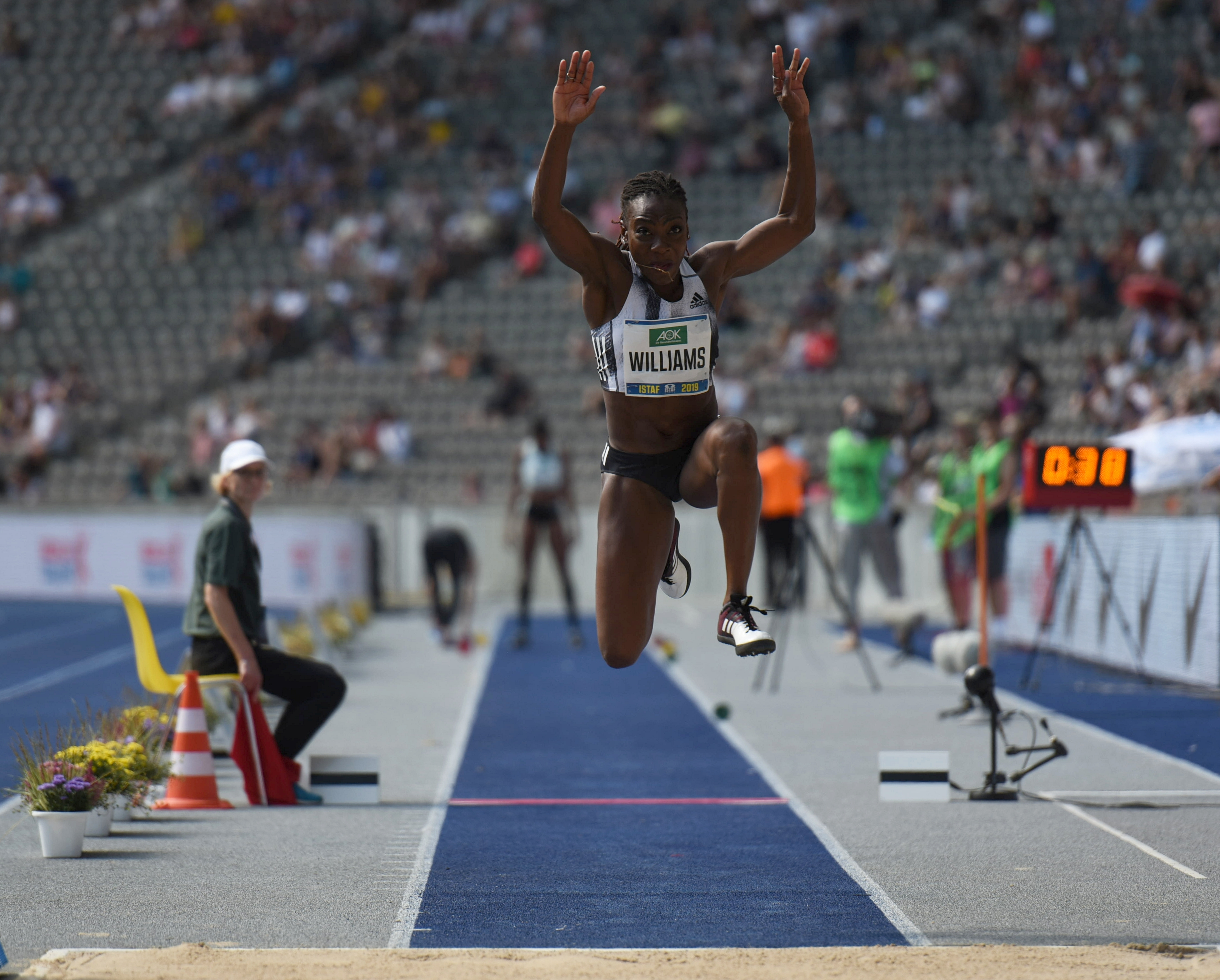
Williams, 2019

Kimberly Williams (ur. 3 listopada 1988 w Saint Thomas) – jamajska lekkoatletka specjalizująca się w trójskoku.
Jako juniorka, zdobywała liczne medale CARIFTA Games. W 2009 zdobyła brąz mistrzostw Ameryki Środkowej i Karaibów. Nie przeszła eliminacji podczas mistrzostw świata w Berlinie (2009) i w Taegu (2011). W 2012 zajęła 5. miejsce na halowych mistrzostw świata w Stambule. Uplasowała się na 6. pozycji w finale igrzysk olimpijskich w Londynie. Ustanawiając nowy rekord życiowy, zajęła 4. miejsce na mistrzostwach świata w Moskwie (2013). Na początku 2014 sięgnęła po brąz halowych mistrzostw świata w Sopocie. W tym samym roku zdobyła złoty medal igrzysk Wspólnoty Narodów w Glasgow. Piąta zawodniczka mistrzostw świata w Pekinie (2015). W 2016 była siódma podczas rozgrywanego w Rio de Janeiro finału olimpijskiego konkursu trójskoczkiń, zaś w 2017 zajęła dziesiątą pozycję na światowym czempionacie w Londynie.
Wielokrotna złota medalistka mistrzostw kraju oraz mistrzostw NCAA (także w skoku w dal).
Rekordy życiowe: stadion – 14,69 (28 maja 2021, Doha) / 14,78w (1 czerwca 2013, Eugene); hala – 14,62 (20 marca 2022, Belgrad).

## Osiągnięcia
| Rok  | Impreza                                           | Miejsce        | Lokata            | Wynik (m) |
| ---- | ------------------------------------------------- | -------------- | ----------------- | --------- |
| 2003 | CARIFTA Games                                     | Port-of-Spain  | 1. miejsce        | 12,18     |
| 2004 | CARIFTA Games                                     | Hamilton       | 1. miejsce        | 12,53     |
| 2006 | Mistrzostwa Ameryki Środkowej i Karaibów juniorów | Port-of-Spain  | 2. miejsce        | 12,47     |
| 2006 | CARIFTA Games                                     | Les Abymes     | 1. miejsce        | 12,94     |
| 2007 | Mistrzostwa panamerykańskie juniorów              | São Paulo      | 2. miejsce        | 13,38     |
| 2007 | CARIFTA Games                                     | Providenciales | 1. miejsce        | 12,85     |
| 2009 | Mistrzostwa Ameryki Środkowej i Karaibów          | Hawana         | 3. miejsce        | 13,78     |
| 2009 | Mistrzostwa świata                                | Berlin         | el. – 15. miejsce | 14,08     |
| 2010 | Igrzyska Ameryki Środkowej i Karaibów             | Mayagüez       | 1. miejsce        | 14,23     |
| 2010 | Młodzieżowe mistrzostwa NACAC                     | Miramar        | 1. miejsce        | 14,14     |
| 2011 | Mistrzostwa świata                                | Daegu          | el. – 14. miejsce | 14,06     |
| 2012 | Halowe mistrzostwa świata                         | Stambuł        | 5. miejsce        | 14,27     |
| 2012 | Igrzyska olimpijskie                              | Londyn         | 6. miejsce        | 14,48     |
| 2013 | Mistrzostwa świata                                | Moskwa         | 4. miejsce        | 14,62     |
| 2014 | Halowe mistrzostwa świata                         | Sopot          | 3. miejsce        | 14,39     |
| 2014 | Igrzyska Wspólnoty Narodów                        | Glasgow        | 1. miejsce        | 14,21     |
| 2014 | Puchar interkontynentalny                         | Marrakesz      | 4. miejsce        | 13,93     |
| 2015 | Mistrzostwa świata                                | Pekin          | 5. miejsce        | 14,45     |
| 2016 | Igrzyska olimpijskie                              | Rio de Janeiro | 7. miejsce        | 14,53     |
| 2017 | Mistrzostwa świata                                | Londyn         | 10. miejsce       | 14,01     |
| 2018 | Halowe mistrzostwa świata                         | Birmingham     | 2. miejsce        | 14,48     |
| 2018 | Igrzyska Wspólnoty Narodów                        | Gold Coast     | 1. miejsce        | 14,64     |
| 2019 | Igrzyska panamerykańskie                          | Lima           | 4. miejsce        | 14,15     |
| 2019 | Mistrzostwa świata                                | Doha           | 4. miejsce        | 14,64     |
| 2021 | Igrzyska olimpijskie                              | Tokio          | 8. miejsce        | 14,51     |
| 2022 | Halowe mistrzostwa świata                         | Belgrad        | 3. miejsce        | 14,62     |
| 2022 | Mistrzostwa świata                                | Eugene         | 7. miejsce        | 14,29     |
| 2022 | Igrzyska Wspólnoty Narodów                        | Birmingham     | 4. miejsce        | 14,25     |
| 2023 | Mistrzostwa świata                                | Budapeszt      | 7. miejsce        | 14,38     |
| 2024 | Halowe mistrzostwa świata                         | Glasgow        | 7. miejsce        | 14,07     |
| 2024 | Igrzyska olimpijskie                              | Paryż          | el. – 20. miejsce | 13,77     |